# Ron Fish
Ron Fish (...) è un compositore statunitense, specializzato in musica per videogiochi.

## Filmografia parziale
- Easy Rider: The Ride Back, regia di Dustin Rikert (2012)
- The Insomniac, regia di  Monty Miranda (2013)

## Videogiochi
- Legends of Wrestling (2001)
- Superman: The Man of Steel (2002)
- Delta Force: Black Hawk Down (2003)
- Gladiator: Sword of Vengeance (2003)
- Godzilla: Save the Earth (2004)
- God of War (2005)
- God of War II (2007)
- I Fantastici 4 e Silver Surfer (2007)
- God of War: Chains of Olympus (2008)
- Batman: Arkham Asylum (2009)
- God of War III (2010)
- Batman: Arkham City (2011)
- LEGO Pirati dei Caraibi: Il videogioco (2011)
- Rise of Nightmares (2011)
- Batora: Lost Haven (2022)